# Intel 8752
Intel 8752 je jednočipový mikropočítač společnosti Intel, patřící do rodiny MCS-51. Kromě Intelu vyráběl tento procesor i Philips. Existuje i NMOS verze, která má EPROM paměť nahrazenou za ROM stejné velikosti. Tu již Philips nevyráběl . Parametry:
- 8 KiB datové paměti EPROM
- 256 bajtů datové paměti RAM
- tři 16bitové čítače/časovače
- 6 zdrojů přerušení
- pracovní teplota −40 °C až +70 °C
- podpora vnější datové paměti až 64 KiB